# Vincent Bevins

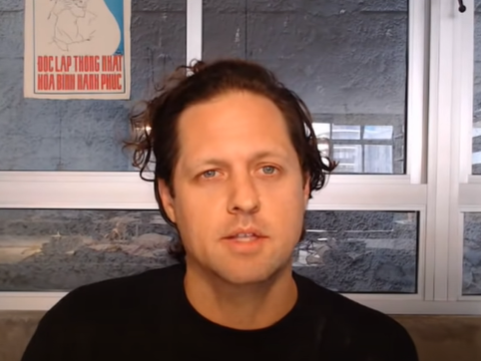

Vincent Bevins (11 juni, 1984) is een Amerikaans journalist en schrijver. Hij berichtte voor de Washington Post vanuit Zuid-Oost Azië en schreef een boek over de Indonesische massamoord van 1965-66. Daarna verhuisde hij naar Brazilië en verdiepte zich in de mensenrechten in Zuid-Amerika. Zijn boek If we burn (2023) doet verslag van de protestbewegingen wereldwijd en in hoeverre deze al of niet succesvol zijn.

## Studie en begin loopbaan
Bevins groeide op in Californië en zat op de Servite High School, een katholieke onderwijsinstelling voor jongens, in Anaheim. Vervolgens studeerde hij aan de Universiteit van Californië - Berkeley. Zijn masters Internationale politieke economie verkreeg hij in 2009 aan de London School of Economics. Sinds 2010 woont hij in  São Paulo, waar hij voor Folha de S.Paulo, de grootste krant van Brazilië, een Engelstalig blog verzorgde voor het wereldwijde web.
Bevins schrijft en spreekt vloeiend Portugees en verschijnt regelmatig in de Brazilliaanse media. Daarnaast beheerst hij ook het Spaans en Duits. Hij werkte als correspondent voor onder andere de Los Angeles Times, de Financial Times en The Washington Post.

## Reporter op pad
Vanuit Venezuela deed Bevins, in 2010, verslag over het regime van Hugo Chavez. Daara trok hij naar Brazilië op onderzoek naar de arbeidsomstandigheden van mijnwerkers in de staat Maranhao. Hij beschreef deze als een vorm van moderne slavernij en rapporteerde ook over de verwoesting van het tropisch regenwoud en het binnendringen van gebieden die aan de inheemse bevolking toebehoren.
Op grond van geheime documenten, archiefonderzoek en ooggetuigenverslagen publiceerde Bevins in 2020 het boek The Jakarta Method. Hierin  betoogt hij dat de Amerikaanse regering, met hulp van paramilitairen, achter het uitschakelen van ongewapende linkse strijders in de Derde Wereld zat. Het gebeurde ten tijde van de Koude Oorlog en de titel is ontleend aan de massamoord op communisten door de regering Soeharto.

## If we burn
If we burn, you burn with us, is de slogan die demonstranten hanteerden tijdens de protesten in Hongkong in 2019-2020. Vincent Bevins gebruikt deze strijdkreet in de titel van zijn boek If We Burn: The Mass Protest Decade and the Missing Revolution, dat in 2023 uitkwam.
Nog nooit namen zoveel mensen wereldwijd deel aan demonstraties als in de periode 2010-2020. Bevins bekijkt de protestbewegingen en vraagt zich af, waarom de meeste groeperingen, ondanks hun massaliteit, het beoogde doel niet bereikten. Hij richt zich op de uitbarstingen van massaprotest in tien landen: Tunesië, Egypte, Bahrein, Oekraïne, Brazilië, Jemen, Turkije, Hongkong, Zuid-Korea en Chili. 
Slechts in een enkel geval was het protest succesvol. Zoals bij de  Revolutie bij kaarslicht in Zuid-Korea, waarbij de bevolking elf dagen lang protesteerde tegen de staatsgreep van president Yoon Suk-yeol. Uiteindelijk leidde het verzet tot de afzetting van het staatshoofd.
De journalist interviewde honderden deelnemers, in vele landen. Zijn conclusie is, dat de vijf stappen die de activisten nemen om hun doel te bereiken, niet toereikend zijn. In het begin trekken protesten en het gewelddadige optreden van de politie de nodige aandacht van goedgunstige sociale en traditionele media. Hierdoor nemen nog meer mensen deel aan het verzet. Daarna volgt nog een extra poging om iedereen erbij te betrekken. Tijdens het vierde stadium ontstaat er meestal een vacuüm, waarin niet duidelijk is, welke kant het moet uitgaan. Uiteindelijk blijkt dat het doel (een betere wereld) een illusie was. Naar zijn schatting is de uitkomst, in zeven van de tien landen die hij bestudeerde, een ramp. De toestand was, in plaats van vooruit, slechter geworden.
Sociale media zijn behulpzaam om het publiek op de hoogte te houden van onderdrukking door de overheid en massaprotesten te mobiliseren. Bevins geeft het advies om een stevige organisatie op te zetten, alvorens tot actie over te gaan. Hij sympathiseert met het Leninisme, dat het belang van georganiseerde strijd benadrukt.
"In Lenins optiek kan een omwenteling alleen succesvol tot stand worden gebracht door een beweging met een strakke organisatie en strikte hiërarchie. Een revolutionaire voorhoede gaat voorop, de rest moet volgen."
Ook staat in If we burn het advies om grondig de sociale en politieke omstandigheden in ogenschouw te nemen om invloed te verwerven. Een kleine groep moet de meerderheid van de actievoerders vertegenwoordigen en zij moet daarvoor het mandaat krijgen. Ten onrechte denken protestbewegingen niet goed na over het verwerven van werkelijke macht, verklaart Bevins in de Groene Amsterdammer.
"Dat komt ook doordat de protestbewegingen van de afgelopen tien jaar vaak op dezelfde wijze gestructureerd waren. Het waren ogenschijnlijk leiderloze, spontane, horizontaal georganiseerde massaprotesten op straten en pleinen. Zeg maar het model dat we kennen van Occupy Wall Street."
Rechtse bewegingen hebben, volgens hem, de afgelopen twintig jaar beter begrepen dat je de wereld alleen maar kunt veranderen, wanneer je de macht in handen hebt. Naast de sociale media is het ook belangrijk om het menselijke contact in stand te houden en letterlijk met anderen rond de tafel te gaan zitten. Dit kweekt sterke onderlinge banden en de mogelijkheid om sneller in actie te komen.
Bevins ziet na de herverkiezing van Donald Trump nog geen sfeer van protest en verzet. De traditionele media berichten wel over uitholling van de democratie, maar hij vindt het allemaal nogal plichtmatig. Als er al sprake is van een verzetsbeweging, dan komt deze alleen voor in de media zelf.
Falen is altijd een mogelijkheid, zegt hij. Niet iedere revolutie en opstand leidt tot de gewenste verandering.